# Fly to the Rainbow
Fly to the Rainbow ist das zweite Studio-Album der deutschen Hard-Rock-Band Scorpions, das Ende des Jahres 1974 veröffentlicht wurde. Es ist das erste von der Band selbst produzierte Album und wurde nur mit zwei Bandmitgliedern des Vorgängeralbums Lonesome Crow (Klaus Meine und Rudolf Schenker) eingespielt. Es enthält jedoch noch Kompositionen des früheren Gitarristen Michael Schenker.

## Merkmale und Bedeutung

### Musikalischer Stil
Durch die massive Umbesetzung, die seit Veröffentlichung des Vorgängers Lonesome Crow (1972) stattgefunden hat, entstand auf Fly to the Rainbow ein völlig anderer Stil als auf dem Vorgängeralbum. Dieses war durch eher gering gehaltene Gesangseinlagen und wilden, teils improvisationsartige Titelstrukturen eher experimentell angelegt. Der Stil tendierte eher in Richtung Krautrock, wobei diese Veröffentlichung jedoch für diese Musikrichtung deutlich härter war. Auf Fly to the Rainbow fand man jedoch schon eher einen sicheren, klarer orientierten und härteren Sound, der sich durchaus als Heavy Rock einstufen lässt. Zudem gewinnen die Songs auf ihrem zweiten Album zum Teil deutlich an Eingängigkeit (z. B. Speedy’s Coming, This is My Song), obgleich auf solch pompöse Stücke wie Fly to the Rainbow oder Drifting Sun nicht verzichtet wird. Außerdem übernimmt hier nicht nur Klaus Meine im Alleingang den Hauptgesang. So ist Gitarrist Uli Jon Roth auf Drifting Sun und Fly to the Rainbow als Sänger zu hören, Rudolf Schenker auf They Need a Million.

### Albumcover
Das Cover des Albums zeigt wie der Vorgänger den „klassischen“ Scorpions-Schriftzug, bevor auf den darauf folgenden Alben ein besonderes, markenzeichenähnliches Bandlogo verwendet wurde. Das auf diesem Album verwendete Logo wurde seitdem erstmals wieder für das Cover des 2007er-Albums Humanity – Hour I genutzt. Uli Jon Roth wurde 2008 in einem Interview auf das Cover und andere seiner Zeit in der Band angesprochen und kommentierte es wie folgt: „Fragen Sie mich nicht, was dieses Cover bedeutet… Ich mochte es von Anfang an nicht. Es sah damals sowas von lächerlich aus und sieht heute genauso mies aus. Es wurde von einer Firma in Hamburg erstellt, die wirklich gute Arbeit bei dem Lonesome Crow-Album ablieferten, doch ich glaube dieses Mal haben sie kläglich versagt. Was die Bedeutung betrifft kann ich auch nur vermuten, doch das würde ich lieber nicht tun …“ (übersetzt).

### Tournee
Im Jahr 1974 tourte die Band zusammen mit Casey Jones, Edgar Broughton und Dr. Hook durch Deutschland.

### Kritik und Verkauf
Der Kritiker Manfred Gillig schrieb zu Fly to the Rainbow folgenden Kommentar: „Das rockt los, dass die Holzwände meines Zimmers schon bei halber Lautstärke erzittern.“
Weltweit wurden von dem Album bislang über eine Million Exemplare verkauft.

## Weiteres
Die Demoaufnahmen zum Album nahm die Band in der Aula der Robert-Koch Realschule in Langenhagen bei Hannover auf, die von der Band als Probenraum genutzt wurde.

## Titelliste
- 1. Speedy’s Coming (R. Schenker/Meine) – 3:36
- 2. They Need a Million (R. Schenker/Meine) – 4:50
- 3. Drifting Sun  (Roth) – 7:42
- 4. Fly People Fly (M. Schenker/Meine) – 5:03
- 5. This is My Song  (R. Schenker/Meine) – 4:18
- 6. Far Away (R. Schenker, M. Schenker/Meine) – 5:38
- 7. Fly to the Rainbow (M. Schenker/Roth) – 9:40

## Live-Aufnahmen
Auf ihrem ersten Live-Album Tokyo Tapes veröffentlichten die Scorpions 1978 u. a. Live-Aufzeichnungen der Lieder Speedy’s Coming und Fly to the Rainbow. Speedy's Coming wurde von der Band außerdem auf dem 2013 veröffentlichten Album MTV Unplugged – in Athens in einer rein akustischen Version gespielt.